# Lijst van Mount Everest-records
Deze lijst bevat verschillende records gerelateerd aan de Mount Everest. 

Recordhouders
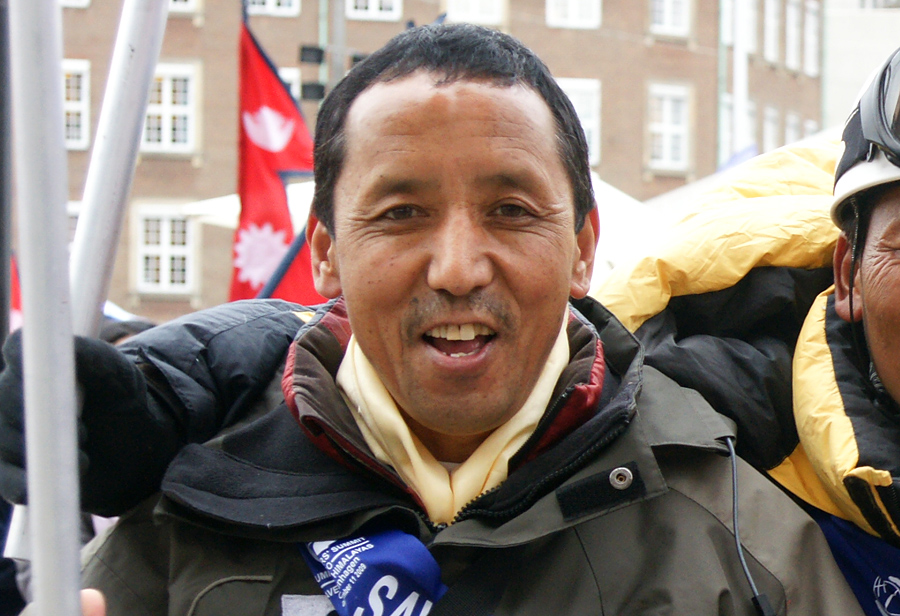
Apa Sherpa

| Naam record                                                                 | Record                          | Recordhouder                      | Land                   | Datum              | opmerking/referentie                                |
| Eerste maal                                                                 | Eerste maal                     | Eerste maal                       | Eerste maal            | Eerste maal        | Eerste maal                                         |
| --------------------------------------------------------------------------- | ------------------------------- | --------------------------------- | ---------------------- | ------------------ | --------------------------------------------------- |
| Eerste klimmers waarvan is bevestigd de top bereikt te hebben               |                                 | Edmund Hillary en Tenzing Norgay  | Nieuw-Zeeland en Nepal | 29 mei 1953        |                                                     |
| Eerste vrouw die de top bereikt                                             |                                 | Junko Tabei                       | Japan                  | 16 mei 1975        |                                                     |
| Eerste klimmers die zonder extra zuurstof uit flessen de top bereikt hebben |                                 | Reinhold Messner en Peter Habeler | Italië en Oostenrijk   | 8 mei 1978         |                                                     |
| Eerste parapenter afgedaald vanaf de top                                    |                                 | Jean-Marc Boivin                  | Frankrijk              | 26 september 1988  |                                                     |
| Eerste zoon van een voormalig Everestbeklimmer die ook de top bereikte      |                                 | Peter Hillary                     | Nieuw-Zeeland          | 10 mei 1990        |                                                     |
| Eerste Belg die de top bereikt                                              |                                 | Rudy Van Snick                    | België                 | 10 mei 1990        |                                                     |
| Eerste Belgische vrouw die de Everest beklimt                               |                                 | Ingrid Baeyens                    | België                 | 12 mei 1992        |                                                     |
| Eerste Nederlandse vrouw die de top bereikt                                 |                                 | Katja Staartjes                   | Nederland              | 13 mei 1999        |                                                     |
| Eerste Nederlander die de top bereikt via de Noordgraat (Tibet)             |                                 | Frits Vrijlandt                   | Nederland              | 17 mei 2000        | Referentie:                                         |
| Eerste blinde die de top bereikt                                            |                                 | Erik Weihenmayer                  | Verenigde Staten       | 25 mei 2001        | Referentie:                                         |
| Eerste twee mensen die trouwden op de Mount Everest                         |                                 | Pem Dorjee en Moni Mulepati       | Nepal                  | 2005               | Referentie:                                         |
| Eerste vrouw met één been die de top bereikt                                |                                 | Arunima Sinha                     | India                  | 21 mei 2013        |                                                     |
| Eerste Saoedi-Arabische vrouw die de top bereikt                            |                                 | Raha Moharrak                     | Saoedi-Arabië          | 2013               |                                                     |
| Eerste Nederlandse vrouw die de top bereikt via de Noordgraat (Tibet)       |                                 | Marlies Neefjes                   | Nederland              | 23 mei 2013        |                                                     |
| Andere records                                                              |                                 |                                   |                        |                    |                                                     |
| Grootste aantal gelukte toppogingen op één dag                              | 40                              |                                   |                        | 10 mei 1993        |                                                     |
| Snelste beklimming                                                          | 16 uur en 45 minuten            | Hans Kammerlander                 | Italië                 | 24 mei 1996        | Via de standaardroute op de Noordflank. Referentie: |
| Langste verblijf op de top                                                  | 21 uur                          | Babu Chiri Sherpa                 | Nepal                  | mei 1999           |                                                     |
| Jongste vrouwelijke beklimmer                                               | 13 jaar en 11 maanden           | Malavath Purna                    | India                  | 24 mei 2014        | Referentie                                          |
| Snelste beklimming vanaf het Everest Base Camp                              | 8 uur en 10 minuten             | Pem Dorjee                        | Nepal                  | 21 mei 2004        | Referentie:                                         |
| Jongste Nederlander die de top bereikt                                      | 25 jaar                         | Erik Ravenstijn                   | Nederland              | 20 mei 2009        | Het was zijn eerste poging.                         |
| Jongste beklimmer                                                           | 13 jaar, 10 maanden en 10 dagen | Jordan Romero                     | Verenigde Staten       | 22 mei 2010        | Referentie:                                         |
| Meeste aantal keren de top bereikt                                          | 21                              | Apa Sherpa                        | Nepal                  | 1990 - 11 mei 2011 | Referentie:                                         |
| Meeste aantal keren de top bereikt in opeenvolgende jaren                   | 10 (2002-2011)                  | Apa Sherpa                        | Nepal                  | 11 mei 2011        |                                                     |
| Oudste beklimmer                                                            | 80 jaar en 224 dagen            | Yuichiro Miura                    | Japan                  | 23 mei 2013        |                                                     |
| Verbroken records                                                           |                                 |                                   |                        |                    |                                                     |
| Oudste beklimmer                                                            | 71 jaar                         | Katsusuke Yanagisawa              | Japan                  | 22 mei 2007        | 'Oudste mens boven de 8840 meter'                   |
| Oudste beklimmer                                                            | 76 jaar                         | Min Bahadur Sherchan              | Nepal                  | 25 mei 2008        |                                                     |
| Jongste Brit die de top bereikt                                             | 23 jaar                         | Edward (Bear) Grylls              | Verenigd Koninkrijk    | 26 mei 1998 7:22   |                                                     |

- Recordhouders
- Apa Sherpa